# HD 24240
HD 24240，又名BD+48 1015，SAO 39175、HR 1198，是一颗恒星，视星等为5.76，位于銀經151.15，銀緯-3.98，其B1900.0坐标为赤經3h 46m 23.6s，赤緯+48° -3.98′ 8″。